# Fernando Meneses
Fernando Andrés Meneses Cornejo (Lontué, Región del Maule, Chile, 27 de septiembre de 1985) es un futbolista profesional chileno que se desempeña como interior derecho.

## Trayectoria
Debutó en Primera División, el 10 de mayo de 2003 ante Huachipato en el Estadio Monumental. Ingresó en el minuto 74 en reemplazo de Luis Díaz. El encuentro lo ganó el equipo de Colo-Colo por 2-1.
Su primer gol en Primera División, fue el 24 de octubre de 2004 ante Unión San Felipe. Triunfó el equipo de Colo-Colo por 5-1.
En 2006, Colo-Colo lo envió a préstamo a O'Higgins, club donde tuvo una excelente campaña siendo dirigido por Jorge Garcés. La segunda mitad de 2007 fue enviado a préstamo por medio año a Cobreloa.
El 2008 regresó a Colo-Colo, renovando e incorporándose al plantel, pero finalmente fue enviado a préstamo por todo el año a la Universidad de Concepción. En este último equipo logró llamar la atención de Marcelo Bielsa, quien lo nominó para algunos enfrentamientos amistosos de la Selección Chilena.
En 2009 fue enviado nuevamente a préstamo a O´Higgins.
El 26 de diciembre de 2009 fue confirmado como refuerzo de Universidad Católica para la temporada 2010, transformándose en una de las figuras del equipo, logrando el título de campeón al final de la temporada. Al año siguiente anotó un penal en la definición de la final de la Copa Chile 2011, obteniendo el título. 
Asesorado por su representante Jorge Barrera, Meneses decidió utilizar la figura jurídica del autodespido para salir de Universidad Católica, argumentando un supuesto incumplimiento de contrato -que nunca detalló- por parte de la institución. El club, por su parte, consideraba haber cumplido con sus obligaciones contractuales, rechazando el autodespido y no considerándolo jugador libre. Meneses decidió llevar todo a la justicia ordinaria, arriesgando castigos de inhabilitación y para él y para el club que lo contratara en estas circunstancias. Finalmente encontró equipo en Alianza Lima con el cual disputó la Copa Libertadores 2012, jugando en dicho club sólo la mitad de la temporada 2012, pues con posterioridad debió retornar a Universidad Católica, al no fructiferar sus reclamos judiciales.
Su redebut en el club cruzado tuvo lugar en un partido frente a Unión Española, que terminó en empate 1-1 en San Carlos de Apoquindo el domingo 5 de agosto de 2012, siendo abucheado por el público local cada vez que entraba en juego. Meneses anotó el gol de Católica y pidió disculpas a la hinchada cruzada con un gesto con sus manos. Finalmente los puntos de ese enfrentamiento terminarían siendo otorgados a Católica, con un marcador de 3-0, porque Unión Española usó 6 extranjeros, uno más de los que el reglamento del torneo permitía. 
El 27 de octubre de 2013 sufrió un traumatismo craneoencefálico simple al recibir un proyectil en su cabeza lo que obligó suspender el partido de la Universidad de Chile contra la Universidad Católica en el campeonato 2013.
El 10 de diciembre de 2014 fue adquirido por los Tiburones Rojos de Veracruz de la liga mexicana de fútbol.
El 6 de enero de 2017 llega en calidad de préstamo por un año a Unión Española luego de no estar en los planes del DT Carlos Reinoso.

## Selección nacional
Como seleccionado juvenil, participó en la Copa del Mundo Sub-20 de Holanda el año 2005.
Ha sido seleccionado en la selección a nivel adulta en el año 2007, en una gira por el sur de Chile enfrentó a Cuba.
Además fue citado para el Torneo Esperanzas de Toulon Sub-23, jugado en mayo del 2008, en donde fue titular y consiguió el 2º lugar del torneo, perdiendo en la final ante Italia por 1 a 0.
En 2011 fue citado por el nuevo entrenador de la Selección Chilena de Fútbol, Claudio Borghi, para el partido contra España, jugado el 2 de septiembre de dicho año. En los últimos minutos ingresó al campo de juego y se vio involucrado en una inexistente falta penal a favor de España, que fue aprovechada por Cesc Fàbregas y que significó la derrota a Chile por 3 a 2.
En 2013 es convocado por el técnico Jorge Sampaoli para jugar un partido amistoso contra la selección de Senegal el 15 de enero, donde convierte un gol de penal, terminando el marcador e 2-1 a favor de Chile. También fue convocado para el partido contra la selección de Haití el día 19 de enero. La victoria fue para la selección chilena por 3-0 con goles de Carlos Muñoz Rojas, José Pedro Fuenzalida y Patricio Rubio .
El 24 de abril de 2013 es convocado para el partido amistoso de Chile contra Brasil en el Estadio Mineirão de Belo Horizonte, el cual terminó con un empate 2-2, con goles chilenos por parte de Marcos González y Eduardo Vargas.
El 22 de enero de 2014, Meneses fue incluido en una nómina de jugadores de la liga local de Chile, antes de la Copa Mundial de fútbol de 2014. Jugó en el amistoso ante Costa Rica, ingresando en el entretiempo por Esteban Pavez. El partido terminó con triunfo de La Roja por 4-0 en el Estadio Francisco Sánchez Rumoroso.
En mayo de 2015, Jorge Sampaoli lo convoca en una pre-nómina local para la Copa América 2015 disputada en Chile. Finalmente quedó fuera de la nómina de 23 jugadores que integrarían el plantel que disputó el torneo.

### Partidos internacionales
Actualizado hasta el 22 de enero de 2014.
| Partidos internacionales | Partidos internacionales | Partidos internacionales                                           | Partidos internacionales | Partidos internacionales | Partidos internacionales | Partidos internacionales | Partidos internacionales |
| N.º                      | Fecha                    | Estadio                                                            | Local                    | Resultado                | Visitante                | Goles                    | Competición              |
| ------------------------ | ------------------------ | ------------------------------------------------------------------ | ------------------------ | ------------------------ | ------------------------ | ------------------------ | ------------------------ |
| 1                        | 9 de mayo de 2007        | Estadio Municipal Rubén Marcos Peralta, Osorno, Chile              | Chile                    | 3-0                      | Cuba                     |                          | Amistoso                 |
| 2                        | 16 de mayo de 2007       | Estadio Germán Becker, Temuco, Chile                               | Chile                    | 2-0                      | Cuba                     |                          | Amistoso                 |
| 3                        | 24 de septiembre de 2008 | Los Angeles Memorial Coliseum, Los Ángeles, Estados Unidos         | México                   | 0-1                      | Chile                    |                          | Amistoso                 |
| 4                        | 18 de enero de 2009      | Lockhart Stadium, Fort Lauderdale, Estados Unidos                  | Honduras                 | 2-0                      | Chile                    |                          | Amistoso                 |
| 5                        | 5 de mayo de 2010        | Estadio Tierra de Campeones, Iquique, Chile                        | Chile                    | 2-0                      | Trinidad y Tobago        |                          | Amistoso                 |
| 6                        | 7 de septiembre de 2010  | Estadio Dinamo. Kiev, Ucrania                                      | Ucrania                  | 2-1                      | Chile                    |                          | Amistoso                 |
| 7                        | 9 de septiembre de 2010  | Estadio Jeque Zayed, Abu Dabi, Emiratos Árabes Unidos              | Emiratos Árabes Unidos   | 0-2                      | Chile                    |                          | Amistoso                 |
| 8                        | 12 de octubre de 2010    | Estadio Al-Seeb, Seeb, Omán                                        | Omán                     | 0-1                      | Chile                    |                          | Amistoso                 |
| 9                        | 23 de enero de 2011      | Dignity Health Sports Park, Carson. Estados Unidos                 | Estados Unidos           | 1-1                      | Chile                    |                          | Amistoso                 |
| 10                       | 23 de junio de 2011      | Estadio Defensores del Chaco, Asunción, Paraguay                   | Paraguay                 | 0-0                      | Chile                    |                          | Amistoso                 |
| 11                       | 2 de septiembre de 2011  | Kybunpark, San Galo, Suiza                                         | España                   | 3-2                      | Chile                    |                          | Amistoso                 |
| 12                       | 15 de agosto de 2012     | Citi Field, Nueva York, Estados Unidos                             | Ecuador                  | 3-0                      | Chile                    |                          | Amistoso                 |
| 13                       | 15 de enero de 2013      | Estadio La Portada, La Serena, Chile                               | Chile                    | 2-1                      | Senegal                  |                          | Amistoso                 |
| 14                       | 19 de enero de 2013      | Estadio Municipal Alcaldesa Ester Roa Rebolledo, Concepción, Chile | Chile                    | 3-0                      | Haití                    |                          | Amistoso                 |
| 15                       | 24 de abril de 2013      | Estadio Mineirão, Belo Horizonte, Brasil                           | Brasil                   | 2-2                      | Chile                    |                          | Amistoso                 |
| 16                       | 22 de enero de 2014      | Estadio Francisco Sánchez Rumoroso, Coquimbo, Chile                | Chile                    | 4-0                      | Costa Rica               |                          | Amistoso                 |
| Total                    | Total                    | Total                                                              | Presencias               | 16                       | Goles                    | 1                        |                          |

| Selección chilena | Selección chilena | Selección chilena |
| Año               | Partidos          | Goles             |
| ----------------- | ----------------- | ----------------- |
| 2007              | 2                 | 0                 |
| 2008              | 1                 | 0                 |
| 2009              | 1                 | 0                 |
| 2010              | 4                 | 0                 |
| 2011              | 3                 | 0                 |
| 2012              | 1                 | 0                 |
| 2013              | 3                 | 1                 |
| 2014              | 1                 | 0                 |
| Total             | 16                | 1                 |

## Estadísticas
| Club                              | Div.          | Temporada     | Liga  | Liga  | Copas nacionales | Copas nacionales | Torneos internacionales | Torneos internacionales | Total | Total | Media goleadora |
| Club                              | Div.          | Temporada     | Part. | Goles | Part.            | Goles            | Part.                   | Goles                   | Part. | Goles | Media goleadora |
| --------------------------------- | ------------- | ------------- | ----- | ----- | ---------------- | ---------------- | ----------------------- | ----------------------- | ----- | ----- | --------------- |
| Colo-Colo · Chile                 | 1ª            | 2005          | 9     | 0     | —                | —                | —                       | —                       | 9     | 0     | 0.00            |
| Colo-Colo · Chile                 | 1ª            | 2006          | 3     | 0     | —                | —                | 2                       | 0                       | 5     | 0     | 0.00            |
| Colo-Colo · Chile                 | 1ª            | 2008          | 4     | 0     | —                | —                | —                       | —                       | 4     | 0     | 0.00            |
| Colo-Colo · Chile                 | Total club    | Total club    | 16    | 0     | 0                | 0                | 2                       | 0                       | 18    | 0     | 0.00            |
| O'Higgins · Chile                 | 1ª            | 2006          | 16    | 1     | —                | —                | —                       | —                       | 16    | 1     | 0.06            |
| O'Higgins · Chile                 | 1ª            | 2007          | 16    | 1     | —                | —                | —                       | —                       | 16    | 1     | 0.06            |
| O'Higgins · Chile                 | 1ª            | 2009          | 28    | 7     | 2                | 1                | —                       | —                       | 30    | 8     | 0.27            |
| O'Higgins · Chile                 | Total club    | Total club    | 60    | 9     | 2                | 1                | 0                       | 0                       | 62    | 10    | 0.16            |
| Cobreloa · Chile                  | 1ª            | 2007          | 13    | 0     | —                | —                | —                       | —                       | 13    | 0     | 0.00            |
| Cobreloa · Chile                  | Total club    | Total club    | 13    | 0     | 0                | 0                | 0                       | 0                       | 13    | 0     | 0               |
| Universidad de Concepción · Chile | 1ª            | 2008          | 17    | 2     | —                | —                | —                       | —                       | 17    | 2     | 0.12            |
| Universidad de Concepción · Chile | Total club    | Total club    | 17    | 2     | 0                | 0                | 0                       | 0                       | 17    | 2     | 0.12            |
| Universidad Católica · Chile      | 1ª            | 2010          | 31    | 6     | 2                | 1                | 4                       | 0                       | 37    | 7     | 0.19            |
| Universidad Católica · Chile      | 1ª            | 2011          | 33    | 4     | 3                | 0                | 13                      | 2                       | 49    | 6     | 0.12            |
| Universidad Católica · Chile      | 1ª            | 2012          | 10    | 1     | 7                | 1                | 8                       | 0                       | 25    | 2     | 0.08            |
| Universidad Católica · Chile      | 1ª            | 2013          | 15    | 2     | —                | —                | —                       | —                       | 15    | 2     | 0.13            |
| Universidad Católica · Chile      | 1ª            | 2013-14       | 24    | 2     | 7                | 1                | 6                       | 1                       | 37    | 4     | 0.11            |
| Universidad Católica · Chile      | 1ª            | 2014-15       | 4     | 0     | —                | —                | —                       | —                       | 4     | 0     | 0.00            |
| Universidad Católica · Chile      | Total club    | Total club    | 117   | 15    | 19               | 3                | 31                      | 3                       | 167   | 21    | 0.13            |
| Alianza Lima · Perú               | 1ª            | 2012          | 11    | 1     | —                | —                | —                       | —                       | 11    | 1     | 0.10            |
| Alianza Lima · Perú               | Total club    | Total club    | 11    | 1     | 0                | 0                | 0                       | 0                       | 11    | 1     | 0.10            |
| Veracruz · México                 | 1ª            | 2014-15       | 19    | 2     | —                | —                | —                       | —                       | 19    | 2     | 0.11            |
| Veracruz · México                 | 1ª            | 2015-16       | 34    | 0     | 8                | 0                | —                       | —                       | 42    | 0     | 0.00            |
| Veracruz · México                 | 1ª            | 2016-17       | 6     | 0     | 3                | 0                | —                       | —                       | 9     | 0     | 0.00            |
| Veracruz · México                 | Total club    | Total club    | 59    | 2     | 11               | 0                | 0                       | 0                       | 70    | 2     | 0.03            |
| Unión Española · Chile            | 1ª            | 2016-17       | 13    | 1     | —                | —                | 4                       | 0                       | 17    | 1     | 0.06            |
| Unión Española · Chile            | 1ª            | 2017          | 14    | 0     | —                | —                | —                       | —                       | 14    | 0     | 0.00            |
| Unión Española · Chile            | Total club    | Total club    | 27    | 1     | 0                | 0                | 4                       | 0                       | 31    | 1     | 0.05            |
| Unión La Calera · Chile           | 1ª            | 2018          | 7     | 0     | —                | —                | —                       | —                       | 7     | 0     | 0.10            |
| Unión La Calera · Chile           | Total club    | Total club    | 7     | 0     | 0                | 0                | 0                       | 0                       | 7     | 0     | 0.10            |
| Total carrera                     | Total carrera | Total carrera | 327   | 30    | 32               | 4                | 37                      | 3                       | 396   | 37    | 0.10            |
| 1. 2. 3.                          |               |               |       |       |                  |                  |                         |                         |       |       |                 |

## Palmarés

### Campeonatos nacionales
| Título                    | Club                 | País   | Año    |
| ------------------------- | -------------------- | ------ | ------ |
| Primera División de Chile | Colo-Colo            | Chile  | 2006-A |
| Primera División de Chile | Universidad Católica | Chile  | 2010   |
| Copa Chile                | Universidad Católica | Chile  | 2011   |
| Copa México               | Tiburones Rojos      | México | 2016   |

### Distinciones individuales
| Distinción                                 | Año  |
| ------------------------------------------ | ---- |
| Parte del Equipo Ideal de El Gráfico Chile | 2011 |